# Coppa del Mondo di slittino su pista naturale 2011
La Coppa del Mondo di slittino su pista naturale 2010-11, diciannovesima edizione della manifestazione organizzata dalla Federazione Internazionale Slittino, ebbe inizio il 10 dicembre 2010 a Novoural'sk, in Russia e si concluse il 26 febbraio 2011 a Valdaora, in Italia. Furono disputate diciotto gare, sei nel singolo uomini, nel singolo donne e nel doppio in cinque differenti località.

## Risultati
| Data             | Località      | Nazione  | Specialità       | Primi classificati                       | Secondi classificati                        | Terzi classificati                          |
| ---------------- | ------------- | -------- | ---------------- | ---------------------------------------- | ------------------------------------------- | ------------------------------------------- |
| 11 dicembre 2010 | Novoural'sk   | Russia   | Donne – Singolo  | Ekaterina Lavrent'eva Russia             | Melanie Batkowski Austria                   | Renate Gietl Italia                         |
| 11 dicembre 2010 | Novoural'sk   | Russia   | Uomini – Singolo | Patrick Pigneter Italia                  | Robert Batkowski Austria                    | Michael Scheikl Austria                     |
| 10 dicembre 2010 | Novoural'sk   | Russia   | Doppio           | Patrick Pigneter Florian Clara Italia    | Pavel Poršnev Ivan Lazarev Russia           | Christian Schatz Gerhard Mühlbacher Austria |
| 12 dicembre 2010 | Novoural'sk   | Russia   | Donne – Singolo  | Ekaterina Lavrent'eva Russia             | Melanie Batkowski Austria                   | Renate Gietl Italia                         |
| 12 dicembre 2010 | Novoural'sk   | Russia   | Uomini – Singolo | Patrick Pigneter Italia                  | Robert Batkowski Austria                    | Gernot Schwab Austria                       |
| 12 dicembre 2010 | Novoural'sk   | Russia   | Doppio           | Pavel Poršnev Ivan Lazarev Russia        | Patrick Pigneter Florian Clara Italia       | Aleksandr Egorov Pëtr Popov Russia          |
| 16 gennaio 2011  | Casies        | Italia   | Donne – Singolo  | Ekaterina Lavrent'eva Russia             | Renate Gietl Italia                         | Evelin Lanthaler Italia                     |
| 16 gennaio 2011  | Casies        | Italia   | Uomini – Singolo | Patrick Pigneter Italia                  | Thomas Kammerlander Austria                 | Robert Batkowski Austria                    |
| 15 gennaio 2011  | Casies        | Italia   | Doppio           | Christian Schopf Andreas Schopf Austria  | Pavel Poršnev Ivan Lazarev Russia           | Patrick Pigneter Florian Clara Italia       |
| 23 gennaio 2011  | Kindberg      | Austria  | Donne – Singolo  | Ekaterina Lavrent'eva Russia             | Melanie Batkowski Austria                   | Renate Gietl Italia                         |
| 23 gennaio 2011  | Kindberg      | Austria  | Uomini – Singolo | Rudi Resch Italia                        | Patrick Pigneter Italia                     | Anton Blasbichler Italia                    |
| 22 gennaio 2011  | Kindberg      | Austria  | Doppio           | Patrick Pigneter Florian Clara Italia    | Pavel Poršnev Ivan Lazarev Russia           | Christian Schopf Andreas Schopf Austria     |
| 13 febbraio 2011 | Unterammergau | Germania | Donne – Singolo  | Renate Gietl Italia                      | Ekaterina Lavrent'eva Russia                | Melanie Batkowski Austria                   |
| 13 febbraio 2011 | Unterammergau | Germania | Uomini – Singolo | Alex Gruber Italia                       | Gernot Schwab Austria                       | Anton Blasbichler Italia                    |
| 12 febbraio 2011 | Unterammergau | Germania | Doppio           | Björn Kierspel Christian Wichan Germania | Christian Schatz Gerhard Mühlbacher Austria | Patrick Pigneter Florian Clara Italia       |
| 26 febbraio 2011 | Valdaora      | Italia   | Donne – Singolo  | Renate Gietl Italia                      | Ekaterina Lavrent'eva Russia                | Melanie Batkowski Austria                   |
| 26 febbraio 2011 | Valdaora      | Italia   | Uomini – Singolo | Patrick Pigneter Italia                  | Anton Blasbichler Italia                    | Rudi Resch Italia                           |
| 25 febbraio 2011 | Valdaora      | Italia   | Doppio           | Patrick Pigneter Florian Clara Italia    | Christian Schatz Gerhard Mühlbacher Austria | Pavel Poršnev Ivan Lazarev Russia           |

## Classifiche

### Singolo uomini
| Pos. | Nome                | Nazione | NOV | NOV | CAS | KIN | UNT | VAL | Totale |
| ---- | ------------------- | ------- | --- | --- | --- | --- | --- | --- | ------ |
| 1    | Patrick Pigneter    | Italia  | 1   | 1   | 1   | 2   | 4   | 1   | 540    |
| 2    | Robert Batkowski    | Austria | 2   | 2   | 3   | 11  | 4   | 9   | 373    |
| 3    | Anton Blasbichler   | Italia  | 7   | 6   | 9   | 3   | 3   | 2   | 360    |
| 4    | Rudi Resch          | Italia  | 6   | 10  | 4   | 1   | 12  | 3   | 348    |
| 5    | Thomas Schopf       | Austria | 5   | 4   | 13  | 4   | 6   | 10  | 291    |
| 6    | Gernot Schwab       | Austria | 4   | 3   | -   | -   | 2   | 6   | 265    |
| 7    | Florian Clara       | Italia  | 8   | 7   | 14  | 7   | 9   | 5   | 256    |
| 8    | Gerald Kammerlander | Austria | 10  | 8   | 8   | 5   | 10  | 11  | 245    |
| 9    | Michael Scheikl     | Austria | 3   | 5   | 5   | 10  | 16  | -   | 241    |
| 10   | Thomas Kammerlander | Austria | 9   | 9   | 2   | 9   | -   | -   | 202    |

### Singolo donne
| Pos. | Nome                  | Nazione  | NOV | NOV | CAS | KIN | UNT | VAL | Totale |
| ---- | --------------------- | -------- | --- | --- | --- | --- | --- | --- | ------ |
| 1    | Ekaterina Lavrent'eva | Russia   | 1   | 1   | 1   | 1   | 2   | 2   | 570    |
| 2    | Renate Gietl          | Italia   | 3   | 3   | 2   | 3   | 1   | 1   | 495    |
| 3    | Melanie Batkowski     | Austria  | 2   | 2   | 5   | 2   | 3   | 3   | 450    |
| 4    | Evelin Lanthaler      | Italia   | 4   | 4   | 3   | 6   | 4   | 5   | 355    |
| 5    | Marlies Wagner        | Austria  | 5   | 5   | 10  | 8   | 11  | 9   | 261    |
| 6    | Ljudmila Aksenenko    | Russia   | 6   | 6   | 9   | 11  | 13  | 8   | 245    |
| 7    | Melanie Schwarz       | Italia   | -   | -   | 4   | 5   | 8   | 4   | 217    |
| 8    | Alexandra Obrist      | Italia   | -   | -   | 6   | 4   | 5   | 6   | 215    |
| 9    | Veronika Nachmann     | Germania | 8   | 8   | -   | 13  | 10  | 13  | 180    |
| 10   | Tina Unterberger      | Austria  | -   | -   | 11  | 7   | 7   | 10  | 162    |

### Doppio
| Pos. | Nome                                | Nazione  | NOV | NOV | CAS | KIN | UNT | VAL | Totale |
| ---- | ----------------------------------- | -------- | --- | --- | --- | --- | --- | --- | ------ |
| 1    | Patrick Pigneter Florian Clara      | Italia   | 1   | 2   | 3   | 1   | 3   | 1   | 525    |
| 2    | Pavel Poršnev Ivan Lazarev          | Russia   | 2   | 1   | 2   | 2   | 6   | 3   | 475    |
| 3    | Christian Schatz Gerhard Mühlbacher | Austria  | 3   | 5   | 5   | 4   | 2   | 2   | 410    |
| 4    | Christian Schopf Andreas Schopf     | Austria  | 4   | 4   | 1   | 3   | 5   | -   | 345    |
| 5    | Björn Kierspel Christian Wichan     | Germania | 7   | 0   | 6   | -   | 1   | 7   | 242    |
| 6    | Stanislav Kovšik Il'ja Tarasov      | Russia   | -   | 6   | 10  | 8   | 9   | 5   | 222    |
| 7    | Thomas Schopf Andreas Schöpf        | Austria  | -   | -   | 4   | 5   | 7   | 4   | 221    |
| 8    | Andrzej Laszczak Damian Waniczek    | Polonia  | -   | -   | 9   | 7   | 4   | 6   | 195    |
| 9    | Florian Breitenberger David Mair    | Italia   | -   | -   | 7   | 6   | 8   | -   | 138    |
| 10   | Aleksandr Egorov Pëtr Popov         | Russia   | 5   | 3   | -   | -   | -   | -   | 125    |

### Coppa nazioni
| Pos. | Nazione  | NOV | NOV | CAS | KIN | UNT | VAL | Totale |
| ---- | -------- | --- | --- | --- | --- | --- | --- | ------ |
| 1    | Italia   | 568 | 447 | 732 | 768 | 711 | 807 | 3933   |
| 2    | Austria  | 615 | 606 | 744 | 663 | 665 | 572 | 3865   |
| 3    | Russia   | 546 | 546 | 423 | 319 | 272 | 342 | 2448   |
| 4    | Germania | 146 | 100 | 174 | 84  | 311 | 201 | 1016   |
| 5    | Polonia  | 44  | 49  | 204 | 112 | 150 | 147 | 706    |
| 6    | Slovenia | 23  | 25  | -   | 49  | 78  | 107 | 285    |
| 7    | Ucraina  | 37  | 39  | -   | -   | 55  | 95  | 229    |
| 8    | Romania  | -   | -   | 68  | 71  | 33  | 55  | 227    |
| 9    | Bulgaria | -   | -   | 76  | 41  | 62  | -   | 179    |
| 10   | Canada   | -   | -   | -   | 69  | -   | -   | 69     |